# Open Group
Die Open Group (eigene Schreibweise „The Open Group“, englisch für „Die offene Gruppe“) entstand 1996 durch den Zusammenschluss von Open Software Foundation und X/Open, um neue Industriestandards für Unix-Betriebssysteme  zu entwickeln, die unabhängig von dem von AT&T entwickelten System V sind.

## Betreute Standards
Die folgenden Standards werden von der Open Group betreut:
- Application Response Measurement
- ArchiMate
- Call Level Interface
- Common Desktop Environment
- IT4IT Referenzarchitektur
- Lightweight Directory Access Protocol (LDAP)
- Linux Standard Base (LSB) zusammen mit der Linux Foundation
- Motif
- POSIX
- TOGAF
- UNIX 95 bis 03 (siehe auch Single Unix Specification)
- X/Open XA

## Zertifizierungen
Die Open Group bietet mehrere Zertifizierungen an. Die Knowledge Based Certifications stellen sicher, dass Einzelpersonen Kenntnis und Verständnis der Standards der Open Group haben. Bei den Experience Based Certifications erfolgt eine erfahrungsbasierte Profilbewertung. Bis 2024 wurden weltweit über 150.000 Personen bei der Open Group zertifiziert:
Knowledge Based Certifications 
- seit 2003: TOGAF Certification: 139.000+
- seit 2012: ArchiMate Certification: 14.000+
- seit 2013: Open FAIR Certification: 1.500+
- seit 2016: IT4IT Certification: 1.100+
- seit 2020: Digital Practitioner Certification (DPBoK): 190+
- seit 2021: Open Agile Architecture Practitioner: 130+

Experience Based Certifications
- Open Certified Architect (Open CA): 1.600+
- Open Certified Technical Specialist (Open CTS): 800+
- Open Certified Data Scientist (Open CDS): 100+
- Open Certified Trusted Technology Practitioner (Open CTTP): 3+